# Arabdvärguv
Arabdvärguv (Otus pamelae) är en nyligen urskild art uggla med utbredning på södra Arabiska halvön. Tidigare behandlades den som underart till afrikansk dvärguv (O. senegalensis), men skiljer sig genetiskt samt dräkts- och lätesmässigt. Den tros inte vara hotad och beståndet anses därför vara livskraftigt av IUCN.

## Utbredning och systematik
Arabdvärguv förekommer enbart på södra Arabiska halvön, från sydvästra Saudiarabien till Oman. Den har tidigare behandlats som underart till afrikansk dvärguv (Otus senegalensis) och vissa gör det fortfarande, men studier visar att den är väl skild genetiskt och att den även uppvisar tydliga morfologiska skillnader. Den har bland annat längre vingar, stjärt och tarser och den uppvisar skillnader i läte. Numera behandlas därför arabdvärguv som god art av de flesta taxonomiska auktoriteterna, som monotypisk, det vill säga att den inte delas in i några underarter. Fåglar i bergstrakter i norra Somalia verkar dock ha liknande sång och kan vara en del av arabdvärguv.

## Kännetecken

### Utseende
Arabdvärguven är liten och mäter cirka 20 centimeter. Fågeln har en fjäderdräkt som väl kamouflerar den när den dagtid sitter uppe i ett träd. Den kan då även inta en kamouflageställning likt exempelvis hornugglan då den trycker mot stammen och smalnar av kroppsprofilen. Könen är lika. Den sitter upprätt och när den är lugn ses dess tofsar bara som två hörn som sticker upp på hjässan. I alert tillstånd reses de och syns väl.
Arten är till utseendet mycket lik afrikansk dvärguv, dvärguv (Otus scops) och blek dvärguv (Otus brucei). Den är rätt blek, med vita ögonbryn och vit tygel, ljust brungrå ovansida och gråbrun undersida som är mörkt streckad och bandad. Ögat är guldgult, näbben gråaktig och tårna gråbruna. Jämfört med afrikansk dvärguv är den ljuare och mindre kraftigt tecknad undertill. Blek dvärguv är större.

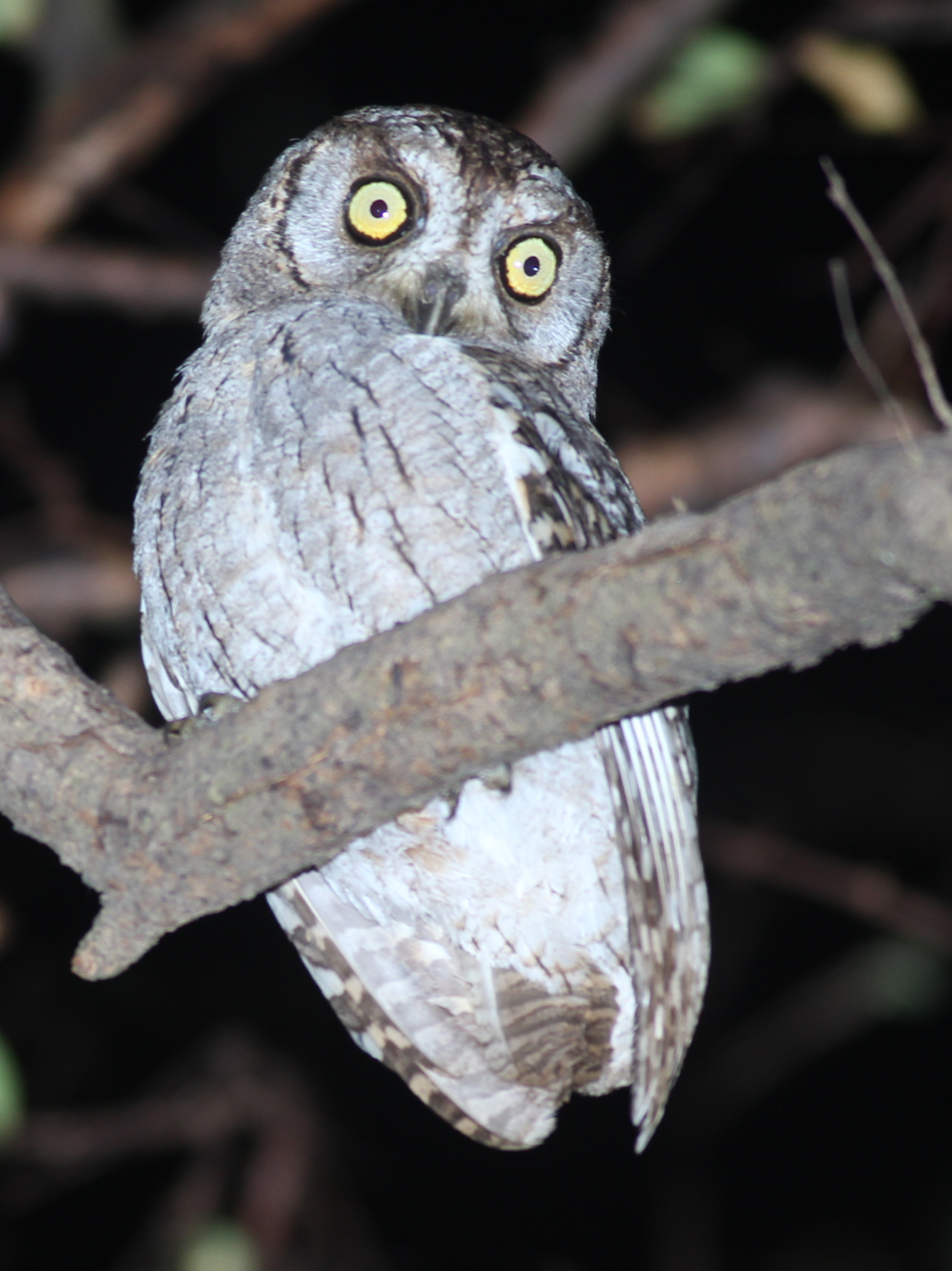

### Läte
Lätet är ett grodliknande "prreeeuup" som upprepas var femte till åttonde sekund, ibland under långa perioder. Jämfört med afrikansk dvärguv är den hårdare, ljusare och med mer utdragna toner.

## Levnadssätt
Fågeln förekommer i trädsamlingar i arida och klippiga områden med sparsam växtlighet. Kunskapen om dess häckningsbiologi är mycket begränsad, liksom födan som mestadels tros bestå av ryggradslösa djur och tillfälligtvis små ryggradsdjur. Arten tros vara huvudsakligen stannfågel.

## Status och hot
Arten tros inte vara utsatt för något substantiellt hot och kategoriseras därför av internationella naturvårdsunionen IUCN som livskraftig (LC). Världspopulationen uppskattas till i storleksordningen 30 000 par.

## Namn
Fågelns vetenskapliga artnamn hedrar Pamela Lovibond, bibliotekarie vid Athenaeum Club i London.